# Zbigovci
Zbigovci je naselje u slovenskoj Općini Gornjoj Radgoni. Zbigovci se nalazi u pokrajini Štajerskoj i statističkoj regiji Pomurju. 

## Stanovništvo
Prema popisu stanovništva iz 2002. godine naselje je imalo 264 stanovnika.